# Metamateriale
Un metamateriale è un materiale creato artificialmente con proprietà elettromagnetiche peculiari che lo differenziano dagli altri materiali. Le sue caratteristiche macroscopiche non dipendono solo dalla sua struttura molecolare, ma anche dalla sua geometria realizzativa. In altri termini, un metamateriale guadagna le sue proprietà dalla sua struttura piuttosto che direttamente dalla sua composizione chimica.

## Descrizione
Per distinguere i metamateriali da altri materiali compositi, il termine metamateriale viene di solito usato per un materiale che ha proprietà insolite. Il termine fu coniato nel 1999 da Rodger M. Walser dell'Università del Texas ad Austin. Egli definì i metamateriali come:
Compositi macroscopici aventi una architettura tridimensionale cellulare periodica e sintetica progettata per produrre una combinazione ottimizzata, non disponibile in natura, di due o più risposte a una specifica sollecitazione.
Ricercatori sull'elettromagnetismo spesso usano il termine in modo abbastanza ristretto per materiali che rivelano una rifrazione negativa. W.E. Kock sviluppò i primi metamateriali nei tardi anni '40 con antenne a lente metallica e lenti a ritardo metallico.
Alla Duke University Pratt School of Engineering e all'Imperial College di Londra è stato realizzato un metamateriale con indice di rifrazione negativo rispetto alle microonde con un array di piccole antenne risonanti metalliche di dimensioni inferiori alla lunghezza d'onda delle microonde. Il metallo utilizzato come materiale non ha la proprietà dell'indice di rifrazione negativo, ma la assume come metamateriale con quella particolare struttura geometrica.

### Metamateriali elettromagnetici
I metamateriali sono di particolare importanza nell'elettromagnetismo (specialmente ottica e fotonica). Essi sono promettenti per le applicazioni ottiche e nel campo delle microonde come nuovi tipi di beam steerers, modulatori, filtri passa banda, lenti, accoppiatori di microonde, e radome di antenne.
Un metamateriale interessa le onde elettromagnetiche, avendo caratteristiche strutturali più piccole della lunghezza d'onda della radiazione elettromagnetica con cui interagisce. Per esempio, se un metamateriale si trova a funzionare come materiale omogeneo fedelmente descritto da un effettivo indice di rifrazione, le sue caratteristiche devono essere più piccole della lunghezza d'onda. Per la luce visibile, la cui la lunghezza d'onda è tipicamente minore di un micrometro (560 nanometri per la luce del sole), le strutture sono generalmente la metà di questa dimensione o più piccole; per es., meno di 280 nanometri. Per la radiazione delle microonde, le strutture necessitano solo che siano sull'ordine di un decimetro. I metamateriali a frequenza delle microonde sono di solito artificiali, costruiti come schiere (arrays) di elementi elettricamente conduttivi (come doppino di filo metallico) che hanno caratteristiche induttive e capacitive idonee.
I metamateriali di solito sono composti da strutture periodiche, e di conseguenza hanno molte similarità con i cristalli fotonici e le superfici di frequenza selettive. Comunque, questi sono di solito considerati distinti dai metamateriali e le loro caratteristiche sono di dimensione simile alla lunghezza d'onda alla quale essi funzionano, e in questo modo non possono essere accostati a un materiale omogeneo.

### Indice di rifrazione negativo

Un confronto di rifrazione in un metamateriale left-handed con quello di in un materiale normale